# کنتس کوزل
کنتس کوزل (لهستانی: Hrabina Cosel) یک فیلم عاشقانه تاریخی به کارگردانی یژی آنتچاک است که در سال ۱۹۶۸ منتشر شد. وقایع این فیلم در دربار آگوست دوم لهستان یکی از دو پادشاه ساکسونی لهستان در پایان سدهٔ هفده و آغاز سدهٔ هجدهم میلادی روی می‌دهد.

## گزیدهٔ بازیگران
- یادویگا باراینسکا
- ماریوش دموخوفسکی در نقش آگوست دوم لهستان
- دانیل اولبریخسکی در نقش کارل دوازدهم
- ووادیسواف هاینچا
- لئون نیمچیک
- برونیسواف پاولیک
- اینیاسی گوگولفسکی
- استانیسواف میلسکی
- هنریک بوروفسکی
- میه‌چیسواف کالنیک